# Aaron Jones (giocatore di football americano 1966)
Aaron Delmas Jones II (Orlando, 18 dicembre 1966) è un ex giocatore di football americano statunitense che ha giocato nel ruolo di linebacker nella National Football League. Al college giocò a football alla Eastern Kentucky.

## Carriera professionistica
Jones fu scelto come 18ª assoluto nel Draft NFL 1988 dai Pittsburgh Steelers. Vi giocò per cinque stagioni mettendo a segno ogni anno due sack, tranne nel primo in cui ne fece registrare 1,5. Nel 1993 passò ai New England Patriots dove l'anno seguente concluse con un primato personale di 4 sack. Si ritirò dopo avere militato nel 1996 coi Miami Dolphins.

## Statistiche
| Sack       | 18,0 |
| Intercetti | 1    |